# Burgstall Straßburg
Der Burgstall Straßburg ist eine abgegangene mittelalterliche Höhenburg nahe der gleichnamigen Einöde auf dem Stadtgebiet von Landshut. Unterhalb des Burgstalls verläuft heute die Straße nach Frauenberg.
Von der ehemaligen Burganlage ist beinahe nichts mehr erhalten. Heute ist der Burgstall als Bodendenkmal mit der Nummer D-2-7439-0005 vom Bayerischen Landesamt für Denkmalpflege und der Beschreibung „Freilandstation des Mesolithikums, Siedlung allgemein vorgeschichtlicher Zeitstellung, der römischen Kaiserzeit und des frühen Mittelalters sowie mittelalterlicher Burgstall "Straßburg" mit vermutlich frühmittelalterlicher Vorgängeranlage“ erfasst.

## Geschichte
Auf dem Areal des Burgstalls wurden bereits Funde aus der Mittelsteinzeit gemacht. Auch eine Siedlung in vorgeschichtlicher Zeit und in der römischen Kaiserzeit werden hier vermutet. Im frühen Mittelalter befand sich vermutlich ebenfalls eine Siedlung an dieser Stelle, womöglich auch ein Vorgängerbau der späteren Burg.
Diese wurde auf einem künstlich überhöhten Turmhügel zum Schutz der nahegelegenen bischöflichen Isarbrücke erbaut. So war die Burg folglich im Besitz des Bischofs von Regensburg. Bei kriegerischen Auseinandersetzungen zwischen Bischof Konrad III. von Regensburg und Herzog Ludwig I. von Bayern wurde die Burganlage im Jahre 1203 zerstört und nicht wieder aufgebaut. Dieser Umstand war wahrscheinlich einer der wichtigsten Ursachen für die Stadtgründung Landshuts im Jahr darauf.

## Beschreibung
Von der ehemaligen Burganlage sind heute nur noch der Turmhügel, das Plateau und einige Wallanlagen zu erkennen. Es wurden Keramik- und Ziegelreste gefunden, die darauf schließen lassen, dass die Burg zumindest teilweise aus Ziegelmauerwerk bestand. Links der heutigen Straße nach Frauenberg befindet sich der alte Weg zur Burg, rechts davon ist eine mittelalterliche Straßentrasse deutlich erkennbar. Vermutungen, wonach die Römerstraße über den Brenner nach Regensburg auf dieser Trasse lag, konnten bisher nicht bewiesen werden.